# Pintade à poitrine blanche
Agelastes meleagrides
Espèce
Statut de conservation UICN

 VU A3cd+4cd : Vulnérable
La Pintade à poitrine blanche (Agelastes meleagrides) est une espèce d'oiseaux appartenant à la famille des Numididae.

## Description
Elle peut atteindre jusqu'à 45 cm de longueur. Elle a un plumage noir avec une petite tête rouge nue, la poitrine blanche, une longue queue noire, un bec vert-brun et les pattes grises. Les sexes sont similaires, bien que la femelle soit légèrement plus petite que le mâle.

## Mode de vie
Elle vit sur le sol.

## Alimentation
Son régime alimentaire se compose principalement de graines, de baies, de termites et de petits animaux.

## Répartition
On la trouve dans les forêts subtropicales d'Afrique de l'Ouest : Côte d'Ivoire, Ghana, Guinée, Libéria et Sierra Leone.
En raison de la perte actuelle de l'habitat et de la chasse dans certaines régions, la Pintade à poitrine blanche est évaluée comme vulnérable par l'UICN.